# Lista dos atuais campeões na WWE
WWE é uma promoção de luta profissional americana baseada em Stamford, Connecticut, e é a maior promoção do mundo. Como em outras promoções de luta profissional, a WWE promove vários campeonatos, com os titulares normalmente determinados por meio dos resultados de lutas profissionais dentro de histórias roteirizadas. Em raras ocasiões, um campeonato pode ser concedido ou retirado de um lutador fora de uma luta, embora essas ocorrências também caiam nas histórias roteirizadas.
A WWE atualmente divide sua lista entre três marcas. A maioria dos lutadores compete exclusivamente em uma única marca (com exceções selecionadas). As duas marcas principais da WWE são Raw e SmackDown, coletivamente referidas como a lista principal. NXT serve como marca de desenvolvimento (embora tenha sido considerada uma terceira marca principal de 2019 a 2021), com a Evolve voltada para os trainees do WWE Performance Center, enquanto o WWE ID é destinado a apoiar os lutadores do circuito independente.
Atualmente, existem 19 campeonatos na WWE divididos entre as três marcas. O Raw possui um título principal, um título secundário e um campeonato de duplas para lutadores masculinos, além de um título principal e um título secundário para lutadoras femininas. O SmackDown tem dois títulos principais (mantidos em conjunto e defendidos como um campeonato indiscutível), um título secundário e um campeonato de duplas para lutadores masculinos, além de um título principal e um título secundário para lutadoras femininas. O NXT conta com um título principal, um título secundário, um título especial e um campeonato de duplas para lutadores masculinos, além de um título principal e um título secundário para lutadoras femininas. Existem três títulos compartilhados entre as três marcas: dois títulos especiais de internet (um para lutadores masculinos e outro para lutadoras femininas) e um campeonato de duplas para lutadoras femininas. Também há quatro campeonatos futuros, dois para a Evolve e dois para o WWE ID, para suas respectivas divisões masculina e feminina.
Em 4 de agosto de 2025, entre as quatro marcas atuais, 26 lutadores oficialmente detêm campeonatos (incluindo um campeão duplo). Esta lista inclui o número de vezes que o lutador detém o título, a data e o local da vitória, e uma descrição da vitória na luta.

## Visão geral
A promoção de luta profissional americana WWE atualmente divide sua lista no que a empresa chama de marcas. As duas principais marcas que a empresa promove são Raw e SmackDown, coletivamente chamadas de elenco principal. Os lutadores atribuídos às duas principais marcas competem exclusivamente nos respectivos programas semanais de televisão, Monday Night Raw e Friday Night SmackDown, embora com algumas exceções. A marca Raw também possui um programa de streaming online suplementar chamado Main Event. Eventos mensais de pay-per-view e transmissão ao vivo apresentam lutadores de ambas as marcas.
NXT é a marca de desenvolvimento da WWE, que é onde os lutadores mais novos da WWE atuam para potencialmente serem promovidos ao plantel principal. Os lutadores atribuídos ao NXT competem exclusivamente no programa de televisão semanal, NXT. O NXT também tem seus próprios grandes eventos de transmissão ao vivo realizados periodicamente ao longo do ano.
Há também um programa online semanal chamado Speed, transmitido exclusivamente no X, que apresenta lutadores das três marcas.

### Plantel principal
Na divisão masculina, o Raw conta com um título principal, um título secundário e um campeonato de duplas, enquanto o SmackDown apresenta dois títulos principais detidos e defendidos conjuntamente (promovidos como um campeonato indiscutível), além de um título secundário e um campeonato de duplas. Há também um título especial disponível para lutadores de ambas as marcas, além do NXT, sendo defendido exclusivamente no programa online Speed.
Na divisão feminina, cada marca possui um título principal e um título secundário. Há também um campeonato de duplas compartilhado entre ambas as marcas e o NXT. Além disso, existe um título especial disponível para lutadoras de ambas as marcas, além do NXT, sendo defendido exclusivamente no programa online Speed.

#### Masculino
No topo da hierarquia do campeonato da WWE para lutadores masculinos estão o Campeonato Mundial dos Pesos Pesados no Raw e o Campeonato Indiscutível da WWE no SmackDown - considerados campeonatos mundiais de pesos pesados. O Campeonato Mundial dos Pesos Pesados é detido por Seth Rollins, que está em seu segundo reinado. Ele se tornou o campeão ao derrotar CM Punk em sua luta de cash-in do Money in the Bank na Noite 1 do SummerSlam em 2 de agosto de 2025, logo após Punk derrotar Gunther pelo título. O Campeonato Indiscutível da WWE é detido por Cody Rhodes, que está em seu segundo reinado. Ele conquistou o título ao derrotar John Cena em uma Street Fight em 3 de agosto de 2025, na Noite 2 do SummerSlam.
Títulos secundários para lutadores masculinos incluem o Campeonato Intercontinental no Raw e o Campeonato dos Estados Unidos no SmackDown. O Campeonato Intercontinental é detido por Dominik Mysterio, que está em seu primeiro reinado. Ele derrotou o campeão anterior Bron Breakker, Penta e Finn Bálor, em quem ele fez o pin, em uma luta fatal four-way na Noite 2 da WrestleMania 41, em 20 de abril de 2025. O Campeonato dos Estados Unidos é detido por Solo Sikoa, que está em seu primeiro reinado. Ele derrotou o campeão anterior Jacob Fatu no Night of Champions, em 28 de junho de 2025.
Os títulos de duplas para lutadores masculinos incluem o Campeonato Mundial de Duplas e o Campeonato de Duplas do WWE - ambos considerados campeonatos mundiais de duplas. O Campeonato Mundial de Duplas é detido pelo The Judgment Day (Finn Bálor e JD McDonagh), que estão em seu segundo reinado como equipe. Individualmente, é o quarto reinado de Bálor, o segundo de McDonagh e também o quarto do grupo como um todo. Eles derrotaram The New Day (Kofi Kingston e Xavier Woods) no Raw em 30 de junho de 2025. O Campeonato de Duplas da WWE é detido pelos The Wyatt Sick6 (Dexter Lumis e Joe Gacy), que estão em seu primeiro reinado, tanto como equipe quanto individualmente. Eles derrotaram The Street Profits (Angelo Dawkins e Montez Ford) no SmackDown em 11 de julho de 2025.
Um título especial, o Campeonato Speed da WWE, é um campeonato de internet disponível para lutadores masculinos de todas as três marcas. Esse título tem uma estipulação onde as lutas possuem um limite de tempo de cinco minutos e são transmitidas exclusivamente no programa online Speed da WWE. O título é detido por El Grande Americano, do Raw, que derrotou Dragon Lee, também do Raw, durante as gravações do Speed em 5 de maio de 2025, que foram transmitidas com atraso em 7 de maio.

#### Feminino
No topo da hierarquia do campeonato da WWE para lutadoras femininas estão o Campeonato Mundial Feminino no Raw e o Campeonato Feminino da WWE no SmackDown - ambos considerados campeonatos mundiais femininos. O Campeonato Mundial Feminino é detido por Naomi, que está em seu terceiro reinado. Ela conquistou o título ao derrotar Iyo Sky e Rhea Ripley em sua luta de cash-in do Money in the Bank no Evolution em 13 de julho de 2025; Naomi usou sua maleta durante uma luta individual entre Sky e Ripley, transformando-a em uma luta triple threat. O Campeonato Feminino da WWE é detido por Tiffany Stratton, que está em seu primeiro reinado. Ela derrotou Nia Jax em sua luta de cash-in do Money in the Bank no SmackDown em 3 de janeiro de 2025.
Os títulos secundários para lutadoras são o Campeonato Intercontinental Feminino no Raw e o Campeonato Feminino dos Estados Unidos no SmackDown. O Campeonato Intercontinental Feminino da WWE é detido por Becky Lynch, que está em seu primeiro reinado. Ela derrotou Lyra Valkyria em uma luta Last Chance no Money in the Bank em 7 de junho de 2025. O Campeonato Feminino dos Estados Unidos é detido por Giulia, que está em seu primeiro reinado. Ela derrotou Zelina Vega no SmackDown em 27 de junho de 2025.
O campeonato feminino de duplas é o Campeonato de Duplas Femininas da WWE, que é dividido entre Raw, SmackDown e NXT. O título é detido por Alexa Bliss e Charlotte Flair do Raw, que estão em seu primeiro reinado como equipe, enquanto individualmente, é o quarto reinado de Bliss e o segundo de Flair. Elas derrotaram Raquel Rodriguez e Roxanne Perez na Noite 1 do SummerSlam em 2 de agosto de 2025.
Um título especial, o Campeonato Feminino Speed da WWE, é um campeonato de internet disponível para lutadoras de todas as três marcas. Esse título tem uma estipulação onde as lutas possuem um limite de tempo de cinco minutos e são transmitidas exclusivamente no programa online Speed da WWE. O título é detido por Sol Ruca, do NXT, que derrotou Candice LeRae, do SmackDown, durante as gravações do Speed em 11 de abril de 2025, que foram transmitidas com atraso no dia 16 de abril.

### Desenvolvimento

#### NXT
Na divisão masculina, o NXT possui um título principal, um título secundário, um título especial e um campeonato de duplas. Além disso, há outro título especial que é compartilhado com o Raw e o SmackDown (listado acima).
A divisão feminina possui um título principal e um título secundário, e compartilha um título especial e um campeonato de duplas com o Raw e o SmackDown (ambos listados acima).
Masculino
O principal título para lutadores masculinos é o Campeonato do NXT. Ele é detido por Oba Femi, que está em seu primeiro reinado. Ele derrotou Trick Williams em uma luta triple threat envolvendo também Eddy Thorpe no NXT: New Year's Evil em 7 de janeiro de 2025.
O campeonato secundário para lutadores masculinos é o Campeonato Norte Americano do NXT. É detido por Ethan Page, que está em seu primeiro reinado. Ele derrotou Ricky Saints no NXT em 27 de maio de 2025.
O campeonato especial para homens é a Copa Heritage do NXT. É defendido como qualquer outro campeonato, mas todas as lutas são disputadas sob as Regras British Round. É detido por Channing "Stacks" Lorenzo, que está em seu primeiro reinado. Ele derrotou Tony D'Angelo por 2–1 para conquistar o título vago no NXT em 24 de junho de 2025; o campeão anterior, Noam Dar, teve que abdicar do título devido a uma lesão.
O campeonato masculino de duplas é o Campeonato de Duplas do NXT. É detido por Hank e Tank (Hank Walker e Tank Ledger), que estão em seu primeiro reinado, tanto como equipe quanto individualmente. Eles derrotaram os campeões anteriores Nathan Frazer e Axiom no Stand & Deliver em 19 de abril de 2025.
Feminino
O principal título para lutadoras femininas é o Campeonato Feminino do NXT. É detido por Jacy Jayne, que está em seu primeiro reinado. Ela conquistou o título ao derrotar Stephanie Vaquer no NXT em 27 de maio de 2025.
O título secundário feminino é o Campeonato Norte-Americano Feminino do NXT. É detido por Sol Ruca, que está em seu primeiro reinado. Ela conquistou o título ao derrotar Izzi Dame, Kelani Jordan, Lola Vice, Thea Hail e Zaria em uma luta de escadas de seis lutadoras para conquistar o campeonato vago no Stand & Deliver em 19 de abril de 2025. A campeã anterior, Stephanie Vaquer, abriu mão do título por também ser detentora do Campeonato Feminino do NXT.

#### Evolve
Embora seja disputado principalmente entre lutadores da marca Evolve, lutadores do programa WWE ID também são elegíveis para lutar pelos títulos masculino e feminino do Evolve.
O Campeonato do WWE Evolve é detido por Jackson Drake. Ele derrotou Keanu Carver, Edris Enofe e Sean Legacy, sendo Legacy o último eliminado por Drake, em uma luta fatal four-way de eliminação para se tornar o campeão inaugural durante as gravações do Evolve em 25 de abril de 2025, que foi transmitida com atraso no dia 4 de junho de 2025.
O Campeonato Feminino do WWE Evolve é detido por Kali Armstrong. Ela derrotou Wendy Choo, Kendal Grey e Kylie Rae, sendo Kylie Rae a última eliminada por Armstrong, em uma luta fatal four-way de eliminação para se tornar a campeã inaugural durante as gravações do Evolve em 25 de abril de 2025, que foi transmitida com atraso no dia 28 de maio de 2025.

#### WWE ID
Ao contrário dos outros campeonatos da WWE, que são defendidos exclusivamente nos programas da WWE, os títulos masculino e feminino do WWE ID são defendidos exclusivamente em promoções independentes parceiras. Além disso, todos os lutadores independentes são elegíveis para lutar pelos títulos e, caso um lutador que não seja do WWE ID vença algum deles, ele receberá um contrato com o WWE ID.
O Campeonato Masculino do WWE ID é detido por Cappuccino Jones. Ele derrotou Jack Cartwheel na final de um torneio para se tornar o campeão inaugural no The ID Showcase da Game Changer Wrestling, em 1º de agosto de 2025.
O Campeonato Feminino do WWE ID é detido por Kylie Rae. Ela derrotou Zara Zakher e Zayda Steel em uma luta triple threat na final do torneio para se tornar a campeã inaugural no The ID Showcase da Game Changer Wrestling, em 1º de agosto de 2025.

## Atuais campeões
As cores e os símbolos indicam a marca dos campeões.
| † | Raw | ‡ | SmackDown | § | NXT | ∞ | Marca mista |

### Plantel principal
Raw
| Raw                                         | Raw             | Raw                                         | Raw      | Raw                 | Raw          | Raw                          | Raw | Raw    |
| Campeonato                                  | Atuais campeões | Atuais campeões                             | Reinado  | Data vencida        | Dias retidos | Localização                  | Notas | Ref.   |
| ------------------------------------------- | --------------- | ------------------------------------------- | -------- | ------------------- | ------------ | ---------------------------- | --- | ------ |
| Campeonato Mundial dos Pesos Pesados        |                 | Seth Rollins                                | 2        | 2 de agosto de 2025 | 2+           | East Rutherford, Nova Jérsei | Derrotou CM Punk na Noite 1 do SummerSlam na luta de cash-in do Money in the Bank de Rollins. | [ 30 ] |
| Campeonato Mundial Feminino                 |                 | Naomi                                       | 3        | 13 de julho de 2025 | 22+          | Atlanta, Geórgia             | Derrotou a campeã anterior Iyo Sky e Rhea Ripley no Evolution, na luta de cash-in do Money in the Bank de Naomi; ela usou a maleta durante uma luta individual entre Sky e Ripley, transformando-a em uma luta triple threat. | [ 31 ] |
| Campeonato Intercontinental da WWE          |                 | Dominik Mysterio                            | 1        | 20 de abril de 2025 | 106+         | Paradise, Nevada             | Derrotou o campeão anterior Bron Breakker, Penta e Finn Bálor, em quem ele fez o pin, em uma luta fatal four-way na Noite 2 da WrestleMania 41.                                                                               | [ 32 ] |
| Campeonato Intercontinental Feminino da WWE |                 | Becky Lynch                                 | 1        | 7 de junho de 2025  | 58+          | Inglewood, Califórnia        | Derrotou Lyra Valkyria no Money in the Bank. | [ 33 ] |
| Campeonato Mundial de Duplas                |                 | The Judgment Day (Finn Bálor e JD McDonagh) | 4 (4, 2) | 30 de junho de 2025 | 35+          | Paradise, Nevada             | Derrotaram The New Day (Kofi Kingston e Xavier Woods) no Raw. | [ 34 ] |

SmackDown
| SmackDown                              | SmackDown       | SmackDown                                 | SmackDown | SmackDown            | SmackDown    | SmackDown                    | SmackDown                                                                          | SmackDown |
| Campeonato                             | Atuais campeões | Atuais campeões                           | Reinado   | Data vencida         | Dias retidos | Localização                  | Notas                                                                              | Ref.      |
| -------------------------------------- | --------------- | ----------------------------------------- | --------- | -------------------- | ------------ | ---------------------------- | ---------------------------------------------------------------------------------- | --------- |
| Campeonato Indiscutível da WWE         |                 | Cody Rhodes                               | 2         | 3 de agosto de 2025  | 1+           | East Rutherford, Nova Jérsei | Derrotou John Cena na Noite 2 do SummerSlam.                                       | [ 35 ]    |
| Campeonato Feminino da WWE             |                 | Tiffany Stratton                          | 1         | 3 de janeiro de 2025 | 213+         | Phoenix, Arizona             | Derrotou Nia Jax na luta de cash-in do Money in the Bank de Stratton no SmackDown. | [ 36 ]    |
| Campeonato dos Estados Unidos          |                 | Solo Sikoa                                | 1         | 28 de junho de 2025  | 37+          | Riade, Arábia Saudita        | Derrotou Jacob Fatu no Night of Champions.                                         | [ 37 ]    |
| Campeonato Feminino dos Estados Unidos |                 | Giulia                                    | 1         | 27 de junho de 2025  | 38+          | Riade, Arábia Saudita        | Derrotou Zelina Vega no SmackDown.                                                 | [ 38 ]    |
| Campeonato de Duplas da WWE            |                 | The Wyatt Sicks (Dexter Lumis e Joe Gacy) | 2         | 11 de julho de 2025  | 24+          | Nashville, Tennessee         | Derrotaram The Street Profits (Angelo Dawkins e Montez Ford) no SmackDown.         | [ 39 ]    |

- Os campeonatos WWE e Universal - mantendo suas linhagens separadas - são mantidos e defendidos em conjunto como o Campeonato Indiscutível da WWE.

Abertos
Esses títulos estão disponíveis para todas as três marcas: Raw, SmackDown e NXT.
| Aberto                                | Aberto          | Aberto                          | Aberto                              | Aberto              | Aberto       | Aberto    | Aberto                       | Aberto | Aberto        |
| Campeonato                            | Atuais campeões | Atuais campeões                 | Reinado Em equipe (individualmente) | Data vencida        | Dias retidos | Dias rec. | Localização                  | Notas | Ref.          |
| ------------------------------------- | --------------- | ------------------------------- | ----------------------------------- | ------------------- | ------------ | --------- | ---------------------------- | --- | ------------- |
| Campeonato de Duplas Femininas da WWE |                 | Alexa Bliss e Charlotte Flair ‡ | 1 (4, 2)                            | 2 de agosto de 2025 | 2+           | 2+        | East Rutherford, Nova Jérsei | Derrotaram Raquel Rodriguez e Roxanne Perez na Noite 1 do SummerSlam.                                                                         | [ 30 ]        |
| Campeonato Speed da WWE               |                 | El Grande Americano †           | 1                                   | 5 de maio de 2024   | 91+          | 89+       | Omaha, Nebraska              | Derrotou Dragon Lee no Speed. A WWE reconhece o reinado de Lee como começando em 7 de maio de 2025, quando a luta foi ao ar com atraso.       | [ 8 ] [ 40 ]  |
| Campeonato Feminino Speed da WWE      |                 | Sol Ruca §                      | 1                                   | 11 de abril de 2025 | 115+         | 110+      | Seattle, Washington          | Derrotou Candice LeRae no Speed. A WWE reconhece o reinado de Ruca como começando em 16 de abril de 2025, quando a luta foi ao ar com atraso. | [ 15 ] [ 41 ] |

### Desenvolvimento
NXT
| NXT                                        | NXT             | NXT                                     | NXT     | NXT                  | NXT          | NXT                     | NXT | NXT    | NXT |
| Campeonato                                 | Atuais campeões | Atuais campeões                         | Reinado | Data vencida         | Dias retidos | Localização             | Notas | Ref.   |     |
| ------------------------------------------ | --------------- | --------------------------------------- | ------- | -------------------- | ------------ | ----------------------- | --- | ------ | --- |
| Campeonato do NXT                          |                 | Oba Femi                                | 1       | 7 de janeiro de 2025 | 209+         | Los Angeles, Califórnia | Derrotou Trick Williams em uma luta triple threat também envolvendo Eddy Thorpe no NXT: New Year's Evil. | [ 42 ] |     |
| Campeonato Feminino do NXT                 |                 | Jacy Jayne                              | 1       | 27 de maio de 2025   | 69+          | Orlando, Flórida        | Derrotou Stephanie Vaquer no NXT. | [ 43 ] |     |
| Campeonato Norte Americano do NXT          |                 | Ethan Page                              | 1       | 27 de maio de 2025   | 69+          | Orlando, Flórida        | Derrotou Ricky Saints no NXT. | [ 44 ] |     |
| Campeonato Norte-Americano Feminino do NXT |                 | Sol Ruca                                | 1       | 19 de abril de 2025  | 107+         | Paradise, Nevada        | Derrotou Izzi Dame, Kelani Jordan, Lola Vice, Thea Hail e Zaria em uma luta de escadas de seis lutadoras para conquistar o campeonato vago no Stand & Deliver em 19 de abril de 2025. A campeã anterior, Stephanie Vaquer, abriu mão do título por também ser detentora do Campeonato Feminino do NXT. | [ 45 ] |     |
| Copa Heritage do NXT                       |                 | Channing "Stacks" Lorenzo               | 1       | 24 de junho de 2025  | 41+          | Orlando, Flórida        | Derrotou Tony D'Angelo por 2–1 para conquistar o título vago no NXT. O campeão anterior, Noam Dar, teve que abdicar do título devido a uma lesão. | [ 46 ] |     |
| Campeonato de Duplas do NXT                |                 | Hank e Tank (Hank Walker e Tank Ledger) | 1       | 19 de abril de 2025  | 107+         | Paradise, Nevada        | Derrotaram Nathan Frazer e Axiom no Stand & Deliver. | [ 45 ] |     |

#### Evolve
| Evolve                            | Evolve          | Evolve          | Evolve  | Evolve              | Evolve       | Evolve    | Evolve           | Evolve | Evolve        |
| Campeonato                        | Atuais campeões | Atuais campeões | Reinado | Data vencida        | Dias retidos | Dias rec. | Localização      | Notas | Ref.          |
| --------------------------------- | --------------- | --------------- | ------- | ------------------- | ------------ | --------- | ---------------- | --- | ------------- |
| Campeonato do WWE Evolve          |                 | Jackson Drake   | 1       | 25 de abril de 2025 | 101+         | 61+       | Orlando, Flórida | Derrotou Keanu Carver, Edris Enofe e Sean Legacy, sendo Legacy o último eliminado por Drake, em uma luta fatal four-way de eliminação para se tornar o campeão inaugural do Evolve. A WWE reconhece o reinado de Drake como tendo começado em 4 de junho de 2025, quando a luta foi transmitida com atraso.       | [ 23 ] [ 24 ] |
| Campeonato Feminino do WWE Evolve |                 | Kali Armstrong  | 1       | 25 de abril de 2025 | 101+         | 68+       | Orlando, Flórida | Derrotou Kendal Grey, Wendy Choo e Kylie Rae, sendo Kylie Rae a última eliminada por Armstrong, em uma luta fatal four-way de eliminação para se tornar a campeã inaugural do Evolve. A WWE reconhece o reinado de Armstrong como tendo começado em 28 de maio de 2025, quando a luta foi transmitida com atraso. | [ 25 ] [ 47 ] |

#### WWE ID
| WWE ID                        | WWE ID          | WWE ID           | WWE ID  | WWE ID              | WWE ID       | WWE ID                  | WWE ID | WWE ID | WWE ID |
| Campeonato                    | Atuais campeões | Atuais campeões  | Reinado | Data vencida        | Dias retidos | Dias rec.               | Localização | Notas  | Ref.   |
| ----------------------------- | --------------- | ---------------- | ------- | ------------------- | ------------ | ----------------------- | --- | ------ | ------ |
| Campeonato do WWE ID          |                 | Cappuccino Jones | 1       | 1 de agosto de 2025 | 3+           | Rutherford, Nova Jérsei | Derrotou Jack Cartwheel na final de um torneio para se tornar o campeão inaugural no The ID Showcase da Game Changer Wrestling.                                     | [ 48 ] |        |
| Campeonato Feminino do WWE ID |                 | Kylie Rae        | 1       | 1 de agosto de 2025 | 3+           | Rutherford, Nova Jérsei | Derrotou Zara Zakher e Zayda Steel em uma luta triple threat na final de um torneio para se tornar a campeã inaugural no The ID Showcase da Game Changer Wrestling. | [ 49 ] |        |